# Karl-Rudolf Sillak
Karl-Rudolf Sillak, gebürtig Karl-Rudolf Silberg (* 7. Märzjul. / 20. März 1906greg. in Märjamaa, Gouvernement Estland; † 17. Dezember 1974 in Tallinn, Estnische SSR) war ein estnischer Fußball-, Bandy- und Eishockeyspieler. Darüber hinaus war er Trainer in diesen drei Sportarten sowie Radrennfahrer und Autor. In den 1930er Jahren estnisierte er seinen Familiennamen.

## Leben
Karl-Rudolf Sillak spielte in seinem Leben in zahlreichen Sportarten. Zwischen den Jahren 1924 und 1926 fuhr Sillak erfolgreich in der estnischen Radmeisterschaft. Ab dem Jahr 1924 spielte er Bandy beim SK Tallinna Sport. Bis 1935 gewann er mit dem Team sieben estnische Meisterschaften. Für die estnische Bandynationalmannschaft absolvierte Sillak einige Spiele. Ab 1925 spielte Sillak auch in der Fußballmannschaft des Vereins, mit der er viermal Estnischer Meister wurde. Im Jahr 1933 ging er zum Tallinna JK, für den er sechs Jahre aktiv war ohne nennenswerte Erfolge. Im Jahr 1940 wurde Sillak mit der Eishockeymannschaft von Spartak Tallinn Estnischer Meister. Für die estnische Eishockeynationalmannschaft war Sillak ebenso aktiv. 1943 trainierte er den SK Tallinna Sport im Fußball, bevor er von 1948 bis 1952 als Eishockeytrainer bei Spartak Tallinn arbeitete. Ab 1959 trainierte er die Eishockeymannschaft des JK Tallinna Kalev und Tempo Tallinn.
Von 1929 bis 1938 spielte Sillak 50-mal für die estnische Fußballnationalmannschaft und erzielte einen Treffer. Mit der Nationalelf nahm er insgesamt neunmal am Baltic Cup teil und gewann die Austragungen in den Jahren 1929, 1931 und 1938. In zahlreichen Länderspielen fungierte er zudem als Mannschaftskapitän der Nationalmannschaft.
Im Jahr 1970 war er einer der Autoren des Buchs Jalgpall. Minevikust tänapäevani („Fußball. Von der Vergangenheit bis in die Gegenwart“).
Karl-Rudolf Sillak starb 1974 im Alter von 67 Jahren in Tallinn. Er ist auf dem Waldfriedhof Tallinn im Stadtbezirk Kloostrimetsa beerdigt.

## Erfolge
im Bandy:
- Estnischer Meister (7): 1924, 1928, 1929, 1930, 1931, 1932, 1935

im Eishockey als Spieler:
- Estnischer Meister (1): 1940

im Eishockey als Trainer:
- Estnischer Meister (5): 1959, 1960, 1961, 1962, 1964

im Fußball:
- Estnischer Meister (4): 1925, 1929, 1931, 1932

mit Estland:
- Baltic Cup (3): 1929, 1931, 1938